# Тринідад і Тобаго на зимових Олімпійських іграх 2022
Збірна Тринідаду і Тобаго взяла участь у зимових Олімпійських іграх 2022, що тривали з 4 до 20 лютого в Пекіні (Китай). Це перша за 20 років участь країни в зимових Олімпійських іграх.
19 січня 2022 року оголошено імена двох спортсменів, що візьмуть участь у змаганнях з бобслею. Андре Маркано ніс прапор своєї країни на церемонії відкриття.

## Спортсмени
Кількість спортсменів, що взяли участь в Іграх, за видами спорту.
| Вид спорту | Чоловіки | Жінки | Загалом |
| ---------- | -------- | ----- | ------- |
| Bobsleigh  | 2        | 0     | 2       |
| Загалом    | 2        | 0     | 2       |

## Bobsleigh
Від Тринідаду і Тобаго на Ігри кваліфікувався один двомісний екіпаж бобслеїстів, і це перша участь країни в цьому виді спорту від  2002 року. 
| Спортсмени                                                        | Дисципліна        | 1-й заїзд | 1-й заїзд | 2-й заїзд | 2-й заїзд | 3-й заїзд | 3-й заїзд | 4-й заїзд | 4-й заїзд | сума    | сума  |
| Спортсмени                                                        | Дисципліна        | Час       | Місце     | Час       | Місце     | Час       | Місце     | Час       | Місце     | Час     | Місце |
| ----------------------------------------------------------------- | ----------------- | --------- | --------- | --------- | --------- | --------- | --------- | --------- | --------- | ------- | ----- |
| Аксель Браун* Андре Маркано (1-2-й заїзди) Шакіл Джон (3-й заїзд) | Двійки (чоловіки) | 1:00.81   | 28        | 1:00.89   | 27        | 1:00.89   | 28        | Н/Д       | Н/Д       | 3:02.56 | 28    |

* – позначає пілота боба